# Copa d'Europa de futbol 1981-82
La Copa d'Europa de futbol 1981-82 fou l'edició número vint-i-set en la història de la competició. Es disputà entre l'octubre de 1981 i el maig de 1982, amb la participació inicial de 33 equips de 32 federacions diferents.
La competició fou guanyada per l'Aston Villa FC a la final davant del Bayern Múnic.

## Ronda preliminar
| Equip 1          | Global | Equip 2       | Anada | Tornada |
| ---------------- | ------ | ------------- | ----- | ------- |
| AS Saint-Étienne | 1-3    | Dynamo Berlin | 1-1   | 0-2     |

## Primera ronda
| Equip 1                  | Global | Equip 2                  | Anada | Tornada |
| ------------------------ | ------ | ------------------------ | ----- | ------- |
| Austria Viena            | 3-2    | Partizani Tirana         | 3-1   | 0-1     |
| Dinamo Kiev              | 2-1    | Trabzonspor              | 1-0   | 1-1     |
| Dynamo Berlin            | 3-3¹   | FC Zürich                | 2-0   | 1-3     |
| Aston Villa FC           | 7-0    | Valur                    | 5-0   | 2-0     |
| Widzew Łódź              | 2-6    | RSC Anderlecht           | 1-4   | 1-2     |
| Celtic FC                | 1-2    | Juventus FC              | 1-0   | 0-2     |
| Ferencvárosi TC          | 3-5    | Baník Ostrava            | 3-2   | 0-3     |
| Hibernians               | 2-10   | Estrella Roja de Belgrad | 1-2   | 1-8     |
| Start                    | 1-4    | AZ Alkmaar               | 1-3   | 0-1     |
| OPS                      | 0-8    | Liverpool FC             | 0-1   | 0-7     |
| CSKA Septemvrijsko Zname | 1-0    | Reial Societat           | 1-0   | 0-0     |
| Progrès Niedercorn       | 1-5    | Glentoran                | 1-1   | 0-4     |
| KB                       | 3-3²   | Athlone Town             | 1-1   | 2-2     |
| Universitatea Craiova    | 3-2    | Olympiakos FC            | 3-0   | 0-2     |
| SL Benfica               | 4-0    | Omonia                   | 3-0   | 1-0     |
| Östers                   | 0-6    | Bayern Múnic             | 0-1   | 0-5     |

¹ Dinamo Berlin passà a la segona ronda per la regla del valor doble dels gols en camp contrari.
² KB passà a la segona ronda per la regla del valor doble dels gols en camp contrari.

## Segona ronda
| Equip 1                  | Global | Equip 2                  | Anada | Tornada |
| ------------------------ | ------ | ------------------------ | ----- | ------- |
| Austria Viena            | 1-2    | Dinamo Kiev              | 0-1   | 1-1     |
| Dynamo Berlin            | 2-2¹   | Aston Villa FC           | 1-2   | 1-0     |
| RSC Anderlecht           | 4-2    | Juventus FC              | 3-1   | 1-1     |
| Baník Ostrava            | 3-4    | Estrella Roja de Belgrad | 3-1   | 0-3     |
| AZ Alkmaar               | 4-5    | Liverpool FC             | 2-2   | 2-3     |
| CSKA Septemvrijsko Zname | 3-2    | Glentoran                | 2-0   | 1-2     |
| KB                       | 2-4    | Universitatea Craiova    | 1-0   | 1-4     |
| SL Benfica               | 1-4    | Bayern Múnic             | 0-0   | 1-4     |

¹ Aston Villa passà a Quarts de final per la regla del valor doble dels gols en camp contrari.

## Quarts de final
| Equip 1               | Global | Equip 2                  | Anada | Tornada |
| --------------------- | ------ | ------------------------ | ----- | ------- |
| Dinamo Kiev           | 0-2    | Aston Villa FC           | 0-0   | 0-2     |
| RSC Anderlecht        | 6-2    | Estrella Roja de Belgrad | 2-0   | 4-2     |
| Liverpool FC          | 1-2    | CSKA Septemvrijsko Zname | 1-0   | 0-2     |
| Universitatea Craiova | 1-3    | Bayern Múnic             | 0-2   | 1-1     |

## Semifinals
| Equip 1                  | Global | Equip 2        | Anada | Tornada |
| ------------------------ | ------ | -------------- | ----- | ------- |
| Aston Villa FC           | 1-0    | RSC Anderlecht | 1-0   | 0-0     |
| CSKA Septemvrijsko Zname | 4-7    | Bayern Múnic   | 4-3   | 0-4     |

## Final
| Aston Villa FC | 1-0 | Bayern Múnic |
| -------------- | --- | ------------ |
| Withe 67'      |     |              |

| Guanyador de la Copa d'Europa 1981-82 |
| ------------------------------------- |
| Aston Villa FC Primer títol           |